# Fussball-Club Rot-Weiß Erfurt 2008-2009
Questa voce raccoglie le informazioni riguardanti il Fussball-Club Rot-Weiß Erfurt nelle competizioni ufficiali della stagione 2008-2009.

## Stagione
Nella stagione 2008-2009 il Rot Weiss Erfurt, allenato da Karsten Baumann e Henri Fuchs, concluse il campionato di 3. Liga al 10º posto. In Coppa di Germania il Rot Weiss Erfurt fu eliminato al primo turno dal Bayern Monaco.

## Rosa
| N. |                      | Ruolo | Calciatore           |
| -- | -------------------- | ----- | -------------------- |
| 2  | Germania (bandiera)  | D     | Rinik Carolus        |
| 3  | Germania (bandiera)  | D     | Norman Loose         |
| 5  | Germania (bandiera)  | D     | Martin Pohl          |
| 6  | Germania (bandiera)  | C     | Samil Çinaz          |
| 7  | Cambogia (bandiera)  | A     | Chhunly Pagenburg    |
| 9  | Italia (bandiera)    | A     | Massimo Cannizzaro   |
| 10 | Brasile (bandiera)   | C     | Thiago Rockenbach    |
| 11 | Filippine (bandiera) | A     | Denis Wolf           |
| 13 | Germania (bandiera)  | D     | Alexander Schnetzler |
| 14 | Germania (bandiera)  | C     | Fabian Stenzel       |
| 15 | Germania (bandiera)  | D     | Christopher Handke   |
| 16 | Germania (bandiera)  | C     | Matthias Peßolat     |

| N. |                     | Ruolo | Calciatore       |
| -- | ------------------- | ----- | ---------------- |
| 18 | Germania (bandiera) | C     | Martin Hauswald  |
| 19 | Germania (bandiera) | P     | Michael Hinz     |
| 20 | Germania (bandiera) | A     | Tino Semmer      |
| 21 | Germania (bandiera) | D     | Jens Möckel      |
| 22 | Germania (bandiera) | A     | Fabian Montabell |
| 23 | Germania (bandiera) | C     | Thorsten Judt    |
| 24 | Germania (bandiera) | D     | Bastian Pinske   |
| 26 | Germania (bandiera) | D     | Thomas Ströhl    |
| 27 | Germania (bandiera) | A     | Carsten Kammlott |
| 28 | Germania (bandiera) | P     | Dirk Orlishausen |
| 39 | Germania (bandiera) | A     | Hans Oeftger     |

## Organigramma societario
Area tecnica
- Allenatore: Henri Fuchs, Rainer Hörgl
- Allenatore in seconda:
- Preparatore dei portieri: Steffen Kraus
- Preparatori atletici:

## Calciomercato

### Sessione estiva
| Acquisti | Acquisti           | Acquisti            | Acquisti |
| R.       | Nome               | da                  | Modalità |
| -------- | ------------------ | ------------------- | -------- |
| A        | Massimo Cannizzaro | Amburgo II          |          |
| D        | Rinik Carolus      | Hannover 96 II      |          |
| C        | Christian Dausel   | Wacker Burghausen   |          |
| D        | Christopher Handke | Rot-Weiß Erfurt U19 |          |
| P        | Michael Hinz       | Union Berlino       |          |
| C        | Thorsten Judt      | Kickers Offenbach   |          |
| D        | Norman Loose       | Erzgebirge Aue      |          |
| D        | Jens Möckel        | Sachsen Lipsia      |          |
| A        | Fabian Montabell   | Hannover 96         |          |
| D        | Bastian Pinske     | Kickers Offenbach   |          |
| A        | Tino Semmer        | Sachsen Lipsia      |          |

| Cessioni | Cessioni         | Cessioni           | Cessioni |
| R.       | Nome             | a                  | Modalità |
| -------- | ---------------- | ------------------ | -------- |
| A        | Adam Jabiri      | TSV Großbardorf    |          |
| C        | Kevin Hampf      | Wehen Wiesbaden II |          |
| A        | Christian Beck   | Hallescher         |          |
| C        | Daniel Brückner  | Greuther Fürth     |          |
| D        | Lars Heller      | Reutlingen         |          |
| D        | Matthias Holst   | Paderborn          |          |
| D        | Patrick Kohlmann | Union Berlino      |          |
| A        | Joseph Laumann   | Siegen             |          |
| P        | André Maczkowiak | Rot-Weiss Essen    |          |
| D        | Blerim Rrustemi  | Alkī Larnaca       |          |
| C        | Philip Schubert  | Hallescher         |          |

### Sessione invernale
| Acquisti | Acquisti          | Acquisti   | Acquisti |
| R.       | Nome              | da         | Modalità |
| -------- | ----------------- | ---------- | -------- |
| A        | Chhunly Pagenburg | Norimberga |          |

| Cessioni | Cessioni         | Cessioni         | Cessioni |
| R.       | Nome             | a                | Modalità |
| -------- | ---------------- | ---------------- | -------- |
| A        | Albert Bunjaku   | Norimberga       |          |
| D        | Jörn Nowak       | Chemnitz         |          |
| C        | Christian Dausel | Kickers Würzburg |          |

## Risultati

### 3. Liga

#### Girone di andata
| Arbitro: | Kempter |

|  |           |            |
|  | Marcatori | 43’ Savran |

| Arbitro: | Perl |

|            |           |                |
| Banser 55’ | Marcatori | 24’ Cannizzaro |

| Arbitro: | Trautmann |

|                        |           |                 |
| Semmer 27’ Bunjaku 90’ | Marcatori | 1’ (aut.) Loose |

| Arbitro: | Kempter |

|  |           |                     |
|  | Marcatori | 17’, 57’ Cannizzaro |

| Arbitro: | Kunzmann |

|                                     |           |             |
| Wolf 17’ Cannizzaro 35’ Bunjaku 62’ | Marcatori | 52’ Artmann |

| Arbitro: | Fischer |

|                          |           |  |
| Lindemann 73’ Löning 83’ | Marcatori |  |

| Arbitro: | Gorniak |

|                                    |           |                                 |
| Judt 7’ Rockenbach 69’ Bunjaku 90’ | Marcatori | 11’ Prediger 88’ (rig.) Landeka |

| Arbitro: | Schempershauwe |

|                                   |           |  |
| Cebe 29’ Christ 52’ Langeneke 65’ | Marcatori |  |

| Arbitro: | Winkmann |

|                                                          |           |              |
| Bunjaku 31’ (rig.), 54’ Cannizzaro 41’ Schulz 44’ (aut.) | Marcatori | 53’ Bischoff |

| Arbitro: | Steinberg |

|                      |           |  |
| Ristić 14’ Grech 80’ | Marcatori |  |

| Arbitro: | Blos |

|                                               |           |             |
| Rockenbach 2’ Cannizzaro 20’, 57’ Bunjaku 50’ | Marcatori | 34’ Bambara |

| Arbitro: | Kempter |

|           |           |  |
| Feick 48’ | Marcatori |  |

| Arbitro: | Wagner |

|             |           |                                          |
| Calamita 8’ | Marcatori | 39’, 82’ Bunjaku 57’ Wolf 69’ Rockenbach |

| Arbitro: | Siebert |

|  |           |            |
|  | Marcatori | 70’ Spahic |

| Arbitro: | Benedum |

|            |           |  |
| Duhnke 53’ | Marcatori |  |

| Arbitro: | Gräfe |

|             |           |  |
| Stenzel 58’ | Marcatori |  |

| Offenbach am Main 29 novembre 2008, ore 14:00 CET 17ª giornata | Kickers Offenbach | 0 – 0 referto | Rot-Weiß Erfurt | Stadion am Bieberer Berg (7 011 spett.)\| Arbitro: \| Schumacher \| |
| Arbitro:                                                       | Schumacher        |               |                 |                                                                     |

| Arbitro: | Fleischer |

|          |           |           |
| Wolf 13’ | Marcatori | 72’ Dogan |

| Arbitro: | Kampka |

|  |           |                            |
|  | Marcatori | 39’ Bunjaku 65’ Cannizzaro |

#### Girone di ritorno
| Arbitro: | Kircher |

|            |           |             |
| Bröker 11’ | Marcatori | 81’ Stenzel |

| Arbitro: | Joerend |

|                             |           |             |
| Cannizzaro 60’ Hauswald 66’ | Marcatori | 36’ Morabit |

| Arbitro: | Welz |

|             |           |                |
| Mayombo 90’ | Marcatori | 59’ Cannizzaro |

| Erfurt 18 marzo 2009, ore 19:00 CET 23ª giornata | Rot-Weiß Erfurt | 0 – 0 referto | Aalen | Steigerwaldstadion (1 682 spett.)\| Arbitro: \| Ittrich \| |
| Arbitro:                                         | Ittrich         |               |       |                                                            |

| Arbitro: | Fischer |

|                              |           |                |
| Perthel 20’ (rig.) Menga 38’ | Marcatori | 22’ Cannizzaro |

| Arbitro: | Achmüller |

|               |           |                                                         |
| Pagenburg 45’ | Marcatori | 27’ Güvenışık 72’ Mohr 83’ (rig.) Kumbela 90’ Guié-Mien |

| Arbitro: | Leicher |

|                 |           |                          |
| Deigendesch 34’ | Marcatori | 43’ Pagenburg 52’ Semmer |

| Arbitro: | Christ |

|                          |           |  |
| Cannizzaro 18’ Çinaz 25’ | Marcatori |  |

| Arbitro: | Stieler |

|                                        |           |  |
| Fink 10’, 76’ Rathgeber 15’ Villar 72’ | Marcatori |  |

| Arbitro: | Steinhaus-Webb |

|                   |           |               |
| Fießer 67’ (aut.) | Marcatori | 81’ Bindnagel |

| Arbitro: | Seiwert |

|            |           |  |
| Schmid 49’ | Marcatori |  |

| Arbitro: | Frank |

|                      |           |  |
| Çinaz 45’ Semmer 90’ | Marcatori |  |

| Arbitro: | Gorniak |

|  |           |                               |
|  | Marcatori | 49’, 89’ Belleri 65’ Calamita |

| Arbitro: | Kuhl |

|           |           |  |
| Ramaj 45’ | Marcatori |  |

| Arbitro: | Wingenbach |

|          |           |              |
| Pohl 48’ | Marcatori | 50’ Fürstner |

| Arbitro: | Schalk |

|                                            |           |               |
| Hofmann 13’ (rig.) Schieber 44’ Didavi 90’ | Marcatori | 82’ Pagenburg |

| Arbitro: | Valentin |

|            |           |         |
| Semmer 68’ | Marcatori | 9’ Haas |

| Arbitro: | Schriever |

|           |           |               |
| Biran 39’ | Marcatori | 15’ Pagenburg |

| Arbitro: | Steuer |

|                           |           |                        |
| Hauswald 6’ Pagenburg 37’ | Marcatori | 14’ Lintjens 45’ Weikl |

### Coppa di Germania
| Arbitro: | Meyer |

|                                 |           |                                          |
| Cannizzaro 22’ Bunjaku 47’, 67’ | Marcatori | 6’ Lahm 23’ Podolski 57’ Klose 80’ Kroos |

## Statistiche

### Statistiche di squadra
| Competizione      | Punti | In casa | In casa | In casa | In casa | In casa | In casa | In trasferta | In trasferta | In trasferta | In trasferta | In trasferta | In trasferta | Totale | Totale | Totale | Totale | Totale | Totale | DR |
| Competizione      | Punti | G       | V       | N       | P       | Gf      | Gs      | G            | V            | N            | P            | Gf           | Gs           | G      | V      | N      | P      | Gf     | Gs     | DR |
| ----------------- | ----- | ------- | ------- | ------- | ------- | ------- | ------- | ------------ | ------------ | ------------ | ------------ | ------------ | ------------ | ------ | ------ | ------ | ------ | ------ | ------ | -- |
| 3. Liga           | 50    | 19      | 9       | 6       | 4       | 30      | 22      | 19           | 4            | 5            | 10           | 16           | 26           | 38     | 13     | 11     | 14     | 46     | 48     | -2 |
| Coppa di Germania | -     | 1       | 0       | 0       | 1       | 3       | 4       | 0            | 0            | 0            | 0            | 0            | 0            | 1      | 0      | 0      | 1      | 3      | 4      | -1 |
| Totale            | 50    | 20      | 9       | 6       | 5       | 33      | 26      | 19           | 4            | 5            | 10           | 16           | 26           | 39     | 13     | 11     | 15     | 49     | 52     | -3 |

### Andamento in campionato
| Giornata  | 1  | 2  | 3  | 4 | 5 | 6 | 7 | 8 | 9 | 10 | 11 | 12 | 13 | 14 | 15 | 16 | 17 | 18 | 19 | 20 | 21 | 22 | 23 | 24 | 25 | 26 | 27 | 28 | 29 | 30 | 31 | 32 | 33 | 34 | 35 | 36 | 37 | 38 |
| --------- | -- | -- | -- | - | - | - | - | - | - | -- | -- | -- | -- | -- | -- | -- | -- | -- | -- | -- | -- | -- | -- | -- | -- | -- | -- | -- | -- | -- | -- | -- | -- | -- | -- | -- | -- | -- |
| Luogo     | C  | T  | C  | T | C | T | C | T | C | T  | C  | T  | T  | C  | T  | C  | T  | C  | T  | T  | C  | T  | C  | T  | C  | T  | C  | T  | C  | T  | C  | C  | T  | C  | T  | C  | T  | C  |
| Risultato | P  | N  | V  | V | V | P | V | P | V | P  | V  | P  | V  | P  | P  | V  | N  | N  | V  | N  | V  | N  | N  | P  | P  | V  | V  | P  | N  | P  | V  | P  | P  | N  | P  | N  | N  | N  |
| Posizione | 15 | 16 | 12 | 6 | 3 | 8 | 6 | 9 | 6 | 7  | 6  | 6  | 5  | 6  | 10 | 7  | 6  | 7  | 6  | 7  | 6  | 5  | 6  | 6  | 9  | 8  | 7  | 8  | 8  | 8  | 8  | 8  | 10 | 9  | 11 | 10 | 11 | 10 |

Legenda:

Luogo: C = Casa; T = Trasferta. Risultato: V = Vittoria; N = Pareggio; P = Sconfitta.

### Statistiche dei giocatori
| Giocatore      | 3. Liga  | 3. Liga | 3. Liga     | 3. Liga    | Coppa di Germania | Coppa di Germania | Coppa di Germania | Coppa di Germania | Totale   | Totale | Totale      | Totale     |
| Giocatore      | Presenze | Reti    | Ammonizioni | Espulsioni | Presenze          | Reti              | Ammonizioni       | Espulsioni        | Presenze | Reti   | Ammonizioni | Espulsioni |
| -------------- | -------- | ------- | ----------- | ---------- | ----------------- | ----------------- | ----------------- | ----------------- | -------- | ------ | ----------- | ---------- |
| A. Bunjaku     | 18       | 9       | 4           | 0          | 1                 | 2                 | 0                 | 0                 | 19       | 11     | 4           | 0          |
| M. Cannizzaro  | 35       | 12      | 4           | 0          | 1                 | 1                 | 0                 | 0                 | 36       | 13     | 4           | 0          |
| R. Carolus     | 7        | 0       | 0           | 0          | 0                 | 0                 | 0                 | 0                 | 7        | 0      | 0           | 0          |
| C. Dausel      | 1        | 0       | 0           | 0          | 0                 | 0                 | 0                 | 0                 | 1        | 0      | 0           | 0          |
| C. Handke      | 1        | 0       | 1           | 0          | 0                 | 0                 | 0                 | 0                 | 1        | 0      | 1           | 0          |
| M. Hauswald    | 33       | 2       | 6           | 1          | 1                 | 0                 | 0                 | 0                 | 34       | 2      | 6           | 1          |
| M. Hinz        | 2        | 0       | 0           | 0          | 0                 | 0                 | 0                 | 0                 | 2        | 0      | 0           | 0          |
| A. Jabiri      | 1        | 0       | 1           | 0          | 0                 | 0                 | 0                 | 0                 | 1        | 0      | 1           | 0          |
| T. Judt        | 22       | 1       | 3           | 0          | 1                 | 0                 | 0                 | 0                 | 23       | 1      | 3           | 0          |
| C. Kammlott    | 2        | 0       | 0           | 0          | 0                 | 0                 | 0                 | 0                 | 2        | 0      | 0           | 0          |
| N. Loose       | 25       | 0       | 3           | 0          | 1                 | 0                 | 0                 | 0                 | 26       | 0      | 3           | 0          |
| F. Montabell   | 1        | 0       | 0           | 0          | 0                 | 0                 | 0                 | 0                 | 1        | 0      | 0           | 0          |
| J. Möckel      | 27       | 0       | 9           | 2          | 0                 | 0                 | 0                 | 0                 | 27       | 0      | 9           | 2          |
| J. Nowak       | 2        | 0       | 0           | 0          | 0                 | 0                 | 0                 | 0                 | 2        | 0      | 0           | 0          |
| H. Oeftger     | 0        | 0       | 0           | 0          | 0                 | 0                 | 0                 | 0                 | 0        | 0      | 0           | 0          |
| D. Orlishausen | 37       | 0       | 3           | 0          | 1                 | 0                 | 0                 | 0                 | 38       | 0      | 3           | 0          |
| C. Pagenburg   | 18       | 5       | 4           | 0          | 0                 | 0                 | 0                 | 0                 | 18       | 5      | 4           | 0          |
| M. Peßolat     | 22       | 0       | 2           | 2          | 0                 | 0                 | 0                 | 0                 | 22       | 0      | 2           | 2          |
| B. Pinske      | 32       | 0       | 5           | 0          | 1                 | 0                 | 0                 | 0                 | 33       | 0      | 5           | 0          |
| M. Pohl        | 31       | 1       | 9           | 0          | 1                 | 0                 | 0                 | 0                 | 32       | 1      | 9           | 0          |
| T. Rockenbach  | 37       | 3       | 7           | 0          | 1                 | 0                 | 0                 | 0                 | 38       | 3      | 7           | 0          |
| A. Schnetzler  | 35       | 0       | 10          | 0          | 1                 | 0                 | 1                 | 0                 | 36       | 0      | 11          | 0          |
| T. Semmer      | 34       | 4       | 4           | 1          | 1                 | 0                 | 0                 | 0                 | 35       | 4      | 4           | 1          |
| F. Stenzel     | 24       | 2       | 4           | 2          | 0                 | 0                 | 0                 | 0                 | 24       | 2      | 4           | 2          |
| T. Ströhl      | 8        | 0       | 1           | 0          | 1                 | 0                 | 0                 | 0                 | 9        | 0      | 1           | 0          |
| D. Wolf        | 28       | 3       | 1           | 0          | 1                 | 0                 | 0                 | 0                 | 29       | 3      | 1           | 0          |
| S. Çinaz       | 36       | 2       | 12          | 0          | 1                 | 0                 | 1                 | 0                 | 37       | 2      | 13          | 0          |